# Jean-Jacques Rousseau
Jean-Jacques Rousseau   (Ginebra, 28 de juny de 1712 - Ermenonville, 2 de juliol de 1778) fou un dels principals filòsofs del segle de les llums en llengua francesa, tanmateix les seves idees i el seu caràcter l'oposaren sovint a altres il·lustrats i als ideals del moviment.
En vida, la seva obra va ser polèmica. El va acabar allunyant dels altres enciclopedistes i el va enfrontar a l'Església catòlica. Entre les seves obres més importants es troben els Discursos, Émile i El contracte social. Les seves obres autobiogràfiques són considerades precursores del romanticisme.
La filosofia política de Rousseau se situa dins del corrent contractualista dels filòsofs britànics dels segles xvii i xviii, i el seu famós Discurs sobre l'origen i fonaments de la desigualtat entre els éssers humans és concebut com un diàleg obert amb l'obra de Thomas Hobbes. Precursor del pensament democràtic, el seu punt de partida és una crítica contra la ingenuïtat del pensament il·lustrat, especialment en la tasca que la Il·lustració atorgà a la cultura i al coneixement com a proveïdor de bondat. Defensà que la cultura és una capa de convencions i arbitrarietats que se superposa a l'humà originari i que per tant, falseja i perverteix les condicions superiors que l'ésser humà posseeix de manera intrínseca. L'artificialitat de les regles formen la societat i el llenguatge dels diferents pobles, que neguen als individus la possibilitat d'una realització plena com a tals i perverteixen el seu ésser natural. La seva consideració de l'ésser humà com a individu cultural posa els fonaments de l'etnologia moderna, com assenyalà Claude Lévi-Strauss.
La seva obra iconoclasta prefigurà les teories evolucionistes de Charles Darwin. La seva herència de pensador radical i revolucionari està probablement més ben expressada en la seva frase més cèlebre, del Contracte social: l'ésser humà neix lliure, però per tots costats està encadenat. Les seves idees polítiques influïren en la Revolució francesa i en el desenvolupament de les teories liberals i nacionalistes. És conegut, particularment, pels seus treballs sobre l'ésser humà, la societat i l'educació.

## Biografia

### Infantesa i joventut
Rousseau va néixer a Ginebra (Suïssa) l'any 1712. La seva família pertanyia a la classe mitjana de la ciutat formada per artesans gelosos de preservar la seva llibertat i independència, ciutadans de ple dret en la república calvinista enfrontats a l'aristocràcia dels rics, que de fet dominaven la república pel Consell dels Vint-i-cinc.
La seva família no tenia fortuna. La seva mare morí en el part. El seu pare, Isaac Rousseau, era rellotger. No va donar al seu fill una educació sistemàtica, però sí que l'ensenyà a llegir amb Les vides de Plutarc i les novel·les sentimentals de l'època. L'any 1722 son pare va haver d'abandonar Ginebra per una disputa i deixà el seu fill a cura d'un clergue rural i a la seva germana, amb qui passà tres anys fins que va entrar a treballar com a aprenent amb un gravador força brutal. Una tarda, tornant d'un passeig, es trobà les portes de la ciutat tancades i decidí no tornar a entrar-hi i cercar noves maneres de guanyar-se la vida. Rousseau només tenia setze anys en aquell moment (1728).
En els anys següents, entre 1728 i 1742, la vida de Rousseau va estar marcada per la influència de la seva relació amb Madame de Warens, a Annecy, que el tutelà i li proporcionà una educació acurada. També l'ajudà en la seva afició per la música i l'inicià en la religió catòlica. Fou batejat en un hospici de Torí. En aquests anys, Jean-Jacques s'educa de manera autodidacta. Estudia i llegeix intensament filosofia, geometria, àlgebra, llatí, història, geografia i moral.
Després d'una malaltia greu va haver de fer una estada de repòs de cinc setmanes a Montpeller. Al seu retorn, fou preceptor a Lió i conegué Fontenelle, Diderot, Rameau i Marivaux. Retornà sovint a casa de Madame de Warens, a qui ell anomenava sa "maman", a Charmettes, prop de Chambéry.

### Estada a París
Arriba a París el 1742, on feu amistat amb Diderot i altres il·lustrats. A París inventà un sistema de notació musical que no fou acceptat i escrigué dos llibres sobre aquest tema. Aconsegueix un lloc de secretari de l'ambaixada a Venècia gràcies a les seves noves amistats. Es relacionà amb Diderot, D'Alembert i Madame d'Epinay. S'uneix afectivament a Thérèse Levasseur, minyona que estigué vinculada a Rousseau fins al final i amb qui tingué cinc fills il·legítims que van ser enviats a l'hospici just en néixer.
El 1749 escrigué per a l'Encyclopédie, o Diccionari raonat de les ciències, de les arts i dels oficis, articles sobre música.
Finalment va arribar el seu primer èxit públic: el 1750 l'Acadèmia de Dijon premia en el seu concurs anual l'obra presentada per Jean-Jacques, el Discours sur les Sciences et les Arts. A partir de la pregunta Ha contribuït a la millora dels costums el progrés de les ciències i de les arts? Rousseau desplega tot el seu pensament. La seva resposta és negativa: les ciències i les arts s'originen en els vicis, els alimenten i són l'origen de la desigualtat entre els éssers humans. Malgrat aquest sorprenent enfocament obtingué el primer premi.
Dos anys més tard triomfa de nou amb una òpera representada davant Lluís XV a Fontainebleau, però el seu orgull l'impedeix ser presentat al rei i obtenir els seus favors.

### Escrits principals. Esclata l'escàndol

Retrat de Jean-Jacques Rousseau, per Allan Ramsay, any 1766, National Gallery of Scotland. Després d'abandonar París, s'instaŀla amb Thérèse en una petita casa de camp i adopta fins al final de la vida una espècie de vestit armeni que li resulta més còmode i natural que els estrets i luxosos vestits de l'època

El 1755 publica el seu Discours sur l'origine de l'inégalite parmi les hommes, en què defensà la llibertat humana enfront de les institucions socials. Aquesta vegada no fou premiat per l'Acadèmia de Dijon, però suposa una fita important en l'evolució del pensament i de la vida de Rousseau. Sent hostilitat pel món cortesà de París on se sent desplaçat. Després de reconvertir-se al protestantisme, fet més psicològic i social que de caràcter religiós, a la seva ciutat natal, Rousseau decideix «reformar» la seva vida, abandonar París i viure de la còpia de partitures musicals. Accepta la invitació d'una amiga, Mme. d'Épinay, i s'instal·la amb la Thérèse en una petita casa de camp, on adopta la forma de vestir tan característica, una espècie de vestit armeni. Aquí escriu gran part de les seves les obres: Julie ou la Nouvelle Héloïse (1761), gran novel·la precursora del moviment romàntic.
L'any 1762 apareixen dues de les seves obres principals: El contracte social i Émile. Amb aquestes obres esclata l'escàndol. Els enciclopedistes trenquen amb Rousseau, fins i tot amb Mme. d'Épinay, fet que l'obliga a deixar la seva llar al camp. D'altra banda, la defensa en Émile de la religió natural aixeca les ires de l'Església i del Parlament de París. Els seus ideals polítics topaven frontalment amb els dels il·lustrats francesos: la seva desvaloració de la cultura, de la raó i de la societat en favor de l'ésser humà en estat natural i del sentiment resultava escandalosa. Criticat i perseguit, va haver de fer molts canvis de residència. El contracte social i Émile són inclosos en l'Índex, la llista de llibres censurats, i els seus llibres són cremats a les places públiques. En aquest context comença a escriure Confession, una autobiografia que influirà en el moviment romàntic.

### Darrers anys
Viu a Anglaterra amb el filòsof David Hume entre el 1766 i 1767, però acaba amb una sobtada ruptura. Torna a França, passa per diverses cases d'amics nobles i es dedica fervorosament a la botànica. Viu a París entre 1770 i 1778. El 1778, el marquès de Girardin li ofereix la seva hospitalitat en una propietat d'Ermenonville, on mor sobtadament.
A més d'escriure Confessions, durant els darrers anys redacta el Projet de constituction pour la Corse (1765) i les Considérations sur le Gouvernement de Pologne (1771-1772), sobre la forma d'estat i d'organització política que millor podia convindre a una illa com Còrsega i a un estat com Polònia. El 1767 publica Dictionnaire de la musique, art pel qual Rousseau sempre va sentir-se especialment qualificat. Entre 1772 i 1776 redacta l'estrany Dialogue: Rousseau jutge de Jean Jacques, en què intenta jutjar la seva vida davant els atacs dels seus enemics. Els dos darrers anys els dedica a la redacció de Rêveries d'un promeneur solitaire (Somnis d'un passejant solitari), obra inacabada i publicada el 1872, en què l'autor transmet gran part de les seves millors reflexions.
Les seves idees tingueren un èxit enorme en les dècades posteriors a la seva mort i fou l'il·lustrat que exercí més influència en els futurs revolucionaris. Johann Heinrich Pestalozzi va dur a la pràctica les seves idees pedagògiques. Com a influent pedagog il·lustrat reviscolà una educació corporal directament en contacte amb la natura que tingué un notable ressò en l'educació corporal: el moviment filantròpic de J. B. Basedow (precursor de les escoles gimnàstiques del segle xix), el sistema natural de G. Hébert (primer terç del segle xx), l'escoltisme de Baden-Powell i la gimnàstica natural austríaca.

## Pensament

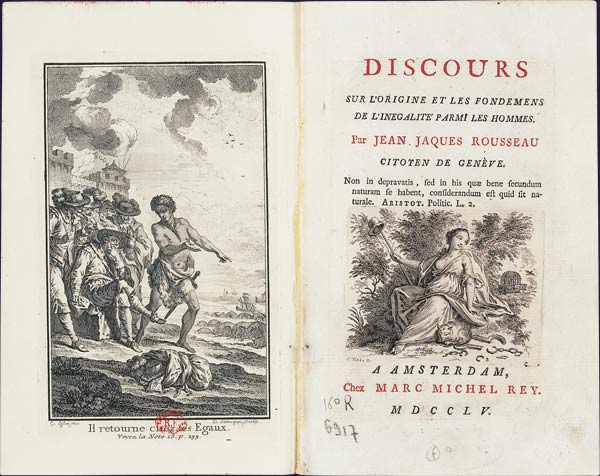
Edició del Discours sur l'origine et les fondemens de l'inégalité parmi les hommes de Jean-Jacques Rousseau (Amsterdam, Marc Michel Rey, 1755)

Tot el pensament de Rousseau es basteix sobre l'esquema del pas de l'estat natural a l'estat social, amb el projecte utòpic d'un retorn al primer sense abandonar el segon.
Rousseau inicia un discurs que marca la separació taxativa entre un progrés material i un de moral. Adverteix sobre els costos de la socialització i la seva advertència no té simplement un caràcter moral, sinó que implica una anàlisi sistemàtica de l'evolució de l'espècie humana i la formació de les societats. És el primer pensador que tracta d'explicar teòricament l'allunyament de la persona de si mateixa (prefigurant el concepte d'alienació) i el malestar general d'una societat avançada. Aquest desarrelament entre allò que l'ésser humà voldria fer i allò que realment fa és el nucli del malestar modern per a Rousseau. La novetat de l'autor ginebrí és que és l'ordre social qui coacciona les persones fins a fer-los oblidar de la seva pròpia naturalesa, els seus orígens primitius, que encara ara poden observar-se en part en els pobles salvatges. La polaritat societat-individu es desdobla en la de natura i cultura. Les societats humanes resultants de l'evolució des d'un estat natural primitiu no són simplement la suma dels individus que les han constituïdes; la seva descripció es realitza seguint el desenvolupament de fets històrics d'ordre tècnic i econòmic que s'han interrelacionat amb les institucions i les convencions socials.

### L'estat de la natura
Segons imaginà Rousseau, l'individu primitiu o natural vivia en aïllament; per tant no posseïa una sociabilitat natural ni vivia en guerra amb els altres. Era el bon salvatge; és a dir, la innocència natural sense el pecat original, absència de moral, bondat innata i igualtat. Però «aquesta condició natural és un estat que ja no existeix, que potser mai no ha existit, que probablement no existirà mai, però del qual cal tenir idees per jutjar rectament sobre el nostre present».

### El pas a l'estat de societat
El pas a l'estat de societat fa l'ésser humà menys feliç, lliure i bo. En conseqüència, segons Rousseau, no existeix el progrés. Sorgeix lentament la societat, i en els seus estats incipients és quan l'individu se sent més feliç. Tanmateix es perd la llibertat i sorgeixen les desigualtats en el moment en què s'estableix el dret de propietat i l'autoritat per salvaguardar-lo. La societat és, doncs, un engany: les persones s'uneixen perquè creuen defensar els individus febles però, de fet, solament defensen els interessos dels més rics. Per tant, Rousseau realitza una crítica a l'economia i la política liberal.
Un fet específic va fer possible la creació de la societat civil i l'aparició de la desigualtat i les guerres: l'establiment de la propietat privada. Com Locke, també en Rousseau la creació de la societat, del govern i de les lleis té com a fita salvaguardar la propietat dels individus. Tanmateix, la legitimitat és molt diferent; per a Locke, la propietat existeix des de l'estat de natura i la societat es crea amb una continuïtat lògica i per a una major seguretat d'allò ja establert. Per a Rousseau, hi ha un trencament, una discontinuïtat no justificada. Aquest vell tema moralista de la propietat privada com a origen dels mals socials i conseqüència d'una caiguda -el pecat original-, s'inscriu en un context diferent perquè analitza els fets socials específicament humans; és el desenvolupament material, econòmic i tècnic, i la seva interrelació amb el desenvolupament moral i intel·lectual, allò que explica la instauració de la propietat privada. Com explica Rousseau, la idea de la propietat privada no es va formar de cop, sinó que hi calgué un llarg procés.
Foren fets fortuïts els qui van contribuir a l'allunyament del primitiu estat de natura en què l'individu només vivia preocupat per la seva conservació, portant una vida molt semblant a la dels animals, limitada a simples sensacions, i satisfeia les seves necessitats amb els fruits que li'n donava la natura. Però el creixement demogràfic, els treballs que es multipliquen, l'aparició de noves indústries i tasques provoquen una certa unió i relació amb els altres. Després, l'ésser humà construeix cases i comença a viure en família, s'uneixen unes famílies amb altres, s'inventa el llenguatge i es crea la primera etapa del procés de socialització. És a dir, són les causes físiques les que obliguen a unir-se les persones per a la seva protecció i aquests són els primers passos per a la posterior desigualtat. Comença la divisió sexual del treball, la dona es fa definitivament sedentària, mentre que l'home surt a proveir les necessitats comunes. És, doncs, en el Paleolític on apareix el primer període socialitzador de la història humana. Cal insistir que per a Rousseau la societat és una creació artificial: l'individu no és sociable per naturalesa, no estava determinat per a la unió amb els altres éssers humans, res donava suport al naixement de les societats doncs ni la família és una institució natural una vegada els fills poden procurar-se la manutenció.

### El retorn a una societat conforme a les exigències naturals

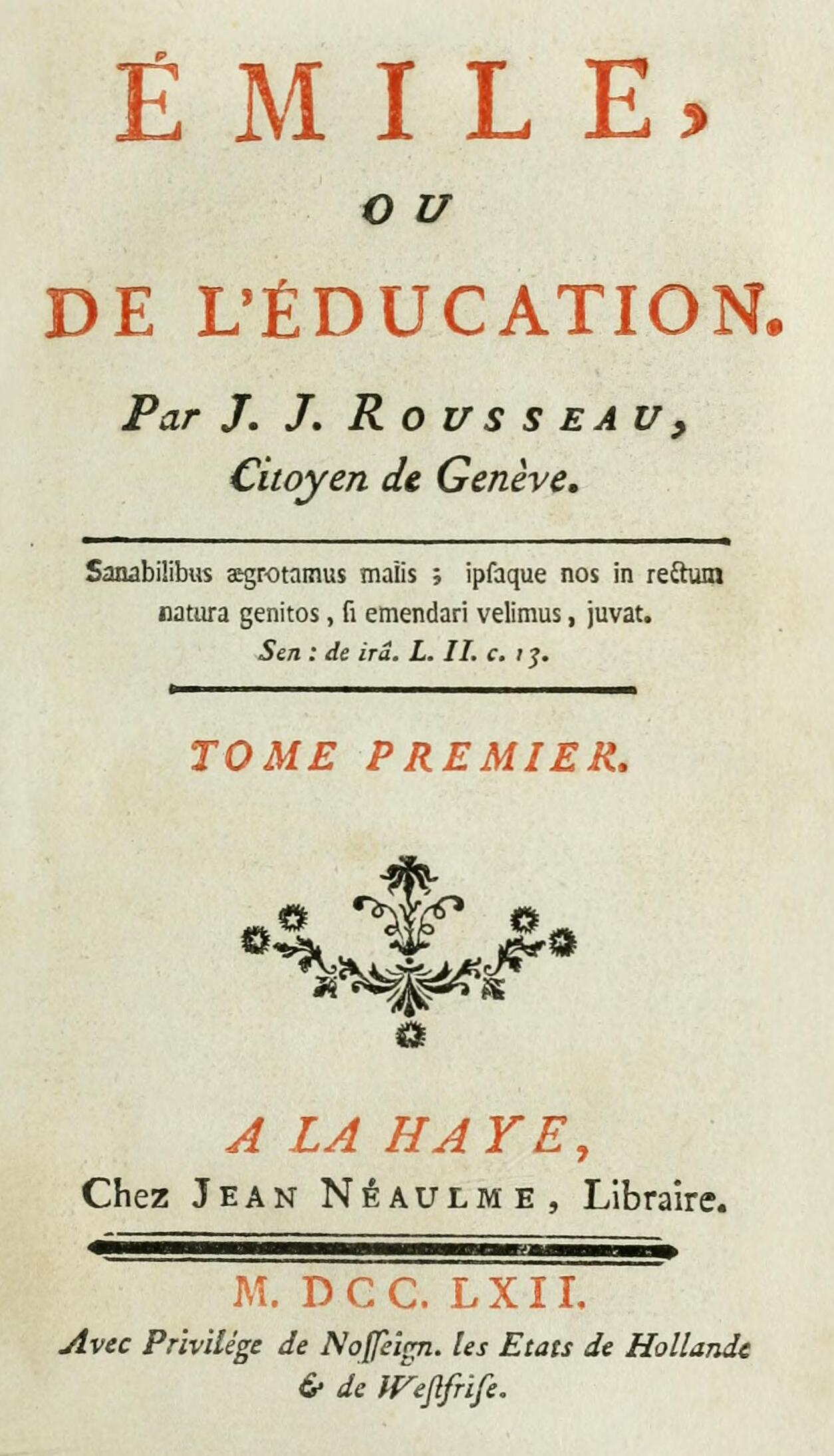
Coberta de la primera edició dEmili, o De l'educació. Publicat el 1762, com el seu títol indica és un tractat d'educació o, també, un tractat sobre «l'art de formar les persones». És, avui encara, una de les obres més llegides i més populars sobre el tema

El primer pas és la transformació de l'individu mitjançant l'educació. El programa de l'Emili, o De l'educació és una obra de maduresa de Rousseau. Hi exposa el seu pensament sobre l'educació, que reflecteix la seva visió de la societat. És el primer text modern que aprofundeix en les característiques de l'infant, i fa una distinció de cinc etapes de maduració que encara avui es considera vigent.
Rousseau es basa en la bondat innata de l'individu, la immersió en la naturalesa, la no-transmissió dels prejudicis culturals, morals i religiosos i l'individualisme. L'Emili s'educa sol (amb el seu mentor) com el bon salvatge i reprodueix l'experiència de la novel·la Robinson Crusoe de Daniel Defoe (1719). Emili descobreix per si mateix el millor de la cultura. Sens dubte, una crítica de l'educació il·lustrada.
| « | L'ésser humà és sociable perquè és feble; són les nostres misèries comunes les que orienten el nostre cor a la humanitat, a la qual no deuríem res si no fóssim humans. Tot afecte és un signe d'insuficiència; si ningú no tingués necessitat dels altres, els humans mai no s'unirien entre si. Així de la nostra feblesa mateixa neix la nostra fràgil felicitat. Un ésser veritablement feliç és un ésser solitari, només Déu gaudeix d'una felicitat absoluta; però qui de nosaltres ho pot copsar? Si algun ésser imperfecte pogués bastar-se a si mateix, de què gaudiria, segons nosaltres? Estaria sol, seria un miserable. Jo no puc concebre que aquell que no té necessitat de res pugui estimar alguna cosa: no puc concebre que aquell que no estima res pugui ser feliç. D'aquí ve que ens lliguem als nostres semblants, no tant pel sentiment del seus plaers, com pel sentiment de les seves penes, perquè hi reconeixem millor la identitat de la nostra pròpia natura i la garantia del lligam dels altres amb nosaltres.(...) Si voleu estimular i alimentar en el cor d'un noi els primers moviments de la sensibilitat naixent i orientar el seu caràcter vers la benvolença i la bondat, no feu germinar en ell l'orgull, la vanitat, l'enveja, amb l'enganyadora imatge de la felicitat humana; no exposeu de bon principi als seus ulls la pompa de les corts, la fastuositat dels palaus, l'atracció dels espectacles; no els passegeu pels cercles socials, per les brillants assemblees, no li mostreu l'exterior de la gran societat fins que no l'hàgiu posat en condicions d'apreciar-la tal com és. Mostrar-li el món abans que conegui els éssers humans no és formar-lo, sinó corrompre'l; no és pas instruir-lo, sinó enganyar-lo. | » |

### La transformació de la societat mitjançant el contracte social

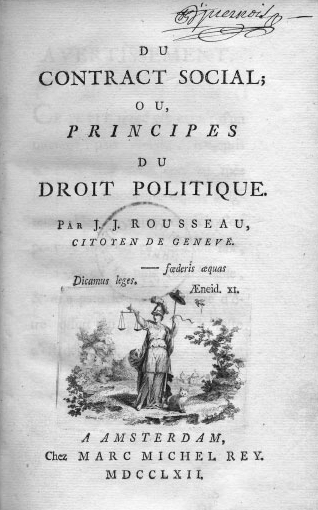
Primera edició d'"El contracte social", Amsterdam 1762. Aquesta obra inspirarà els revolucionaris francesos de 1789, la comuna de París de 1870 i els comunistes del. Però abans havia inspirat Thomas Jefferson (†1826), autor de la Declaració d'Independència dels Estats Units d'Amèrica.

L'any 1762, la publicació d'El contracte social de Jean-Jacques Rousseau provoca la seva expulsió del Regne de França perquè els seus plantejaments són llavors revolucionaris, puix reflexiona sobre la sobirania de la voluntat del poble, els sobirans com a mandataris del poble, i de la república com a forma perfecta de govern. Rousseau trenca amb el liberalisme de Locke, ja que contra la idea de contracte individual amb un governant preconitza el contracte social: el pacte entre tots els ciutadans i el respecte de les lleis com la millor garantia de llibertat per a tothom. Alhora defensa el principi de la sobirania nacional, és a dir, que el poder emana del lliure consentiment de totes les persones, expressat mitjançant el sufragi.
En conseqüència, Rousseau crea una nova naturalesa humana, fet que li permet superar la contradicció, inherent a l'estat social, entre les seves inclinacions individuals i els seus deures col·lectius. Aquesta és la primera i capital invenció de Rousseau. Té com a pivot la concepció mateixa del sobirà, de la sobirania i de la llei que l'autor fa derivar del contracte social. Rousseau es veu conduït, per aquesta via, a una distinció radical entre el sobirà i el govern. La voluntat general és la base de la institució de l'estat: el «contracte» segons el qual una persona rep el poder que en principi pertany a totes:
| « | Tant és així que si s'aparta del pacte social allò que no és d'essència, resultarà que es redueix als termes següents: cadascun de nosaltres posa en comú la seva persona i tot el seu poder sota la suprema direcció general; i rebem en corporació cada membre com a part indivisible de tot. En el mateix instant, en lloc de la persona particular de cada contractant, aquest acte d'associació produeix un cos moral i col·lectiu compost de tants membres com vots té l'assemblea, el qual rep d'aquest propi acte de la seva unitat, el seu jo comú, la seva vida i la seva voluntat. Aquesta persona pública que es forma així, per la unió de totes les altres, prenia en altre temps el nom de ciutat, i pren ara el de República o el de corporació política, la qual és anomenada pels seus membres estat quan és passiva, sobirà quan és activa, poder comparant-la amb els seus semblants. Quant a les associacions, prenen col·lectivament el nom de poble, i es diuen en particular ciutadans com a participants en la unitat sobirana, i súbdits com a sotmesos a les lleis de l'estat. Però aquests termes solen confondre's i prendre's l'un per l'altre; n'hi ha prou a saber distingir-los quan són emprats en tota la seva precisió. | » |

L'obligació social no pot estar fundada legítimament en la força. L'únic fonament legítim de l'obligació es troba en la convenció establerta entre tots els membres del cos que es tracta de constituir en societat, i cada un dels quals contracta "per dir-ho així amb si mateix", no lligant-se, en suma, més que a la seua pròpia voluntat. Tot deriva del lliure compromís de què s'obliga. El pacte social no pot ser legítim més que quan neix del consentiment obligadament unànime i en favor de la comunitat; cadascú es compromet amb la resta i donant-se a tots, no es dona a ningú. Cadascú adquireix sobre qualsevol altre exactament el mateix dret que li cedeix sobre si mateix. Cadascú, unint-se a tots, només obeeix a si mateix i queda, en conseqüència, lliure com abans.
La llibertat està, doncs, fora de perill; però l'obediència, sense la qual no hi ha cos polític, també ho està. El poble en democràcia és, en certs aspectes, el monarca; en altres és el súbdit. No pot ser monarca més que pel seu sufragi, que són les seves voluntats. Cada membre del cos polític és al mateix temps ciutadà i súbdit: ciutadà membre del sobirà perquè participa en l'activitat del cos polític i súbdit perquè obeeix a les lleis votades pel cos polític, per aquest sobirà del qual és membre.

## Llegat i influència posterior

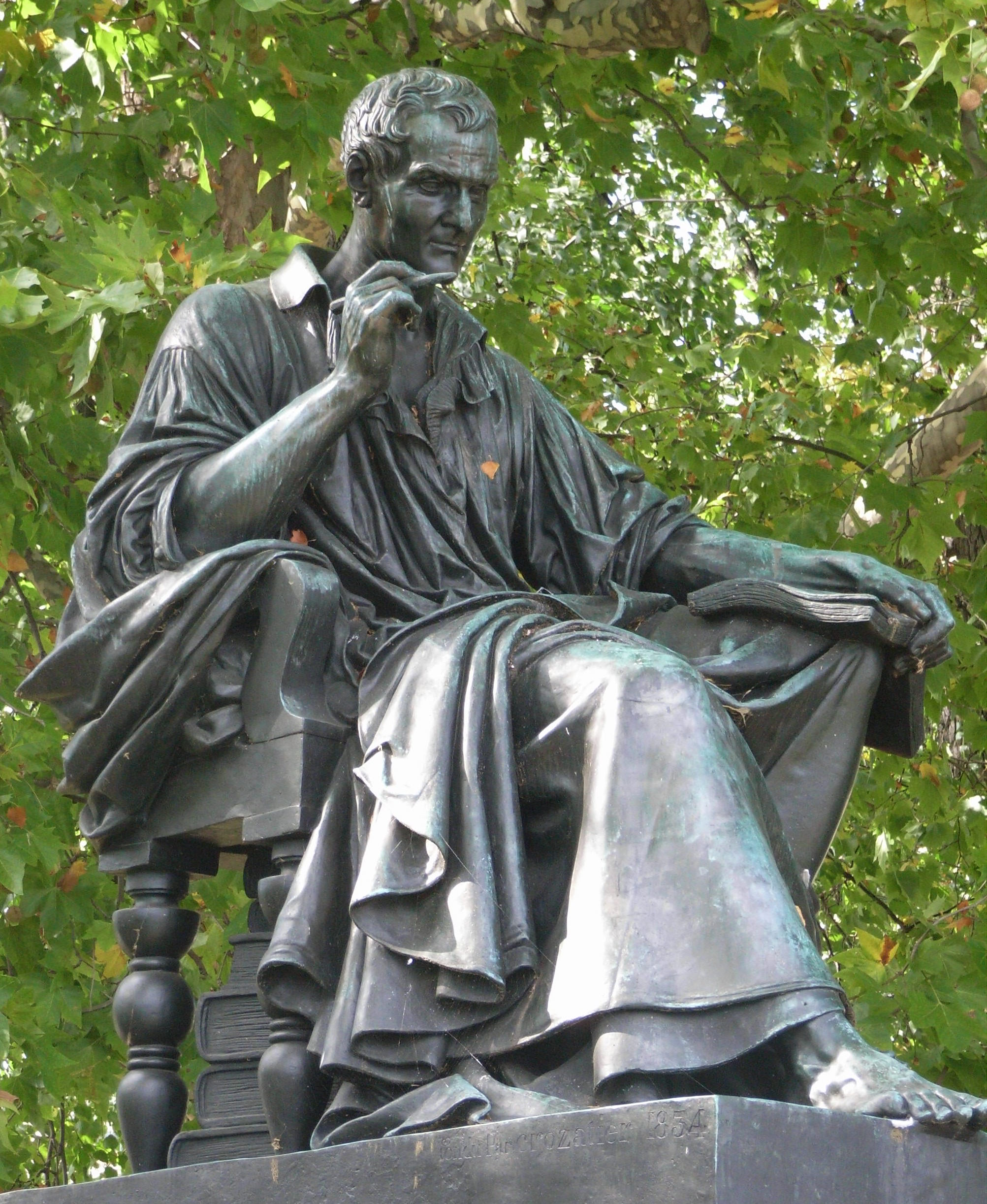
Estàtua de Rousseau a la seva ciutat natal

La visió rousseauniana de l'educació natural del nen -seguint els passos de Locke- com a educació «negativa», que deixa desenvolupar l'espontaneïtat infantil i considera la infància en la seva pròpia autonomia inspirà tota una reforma social i pedagògica i una nova manera de comprendre la psicologia del nen. Pel que fa a la seva visió sobre l'individu com a ciutadà, prefigura els grans sistemes filosòfics del futur, de Kant a Hegel. Rousseau demostra que el desenvolupament intel·lectual i moral humà va paral·lel a un desenvolupament material i només és possible en la vida social. A més a més, és considerat el primer gran teòric de la modernitat que afirma que la llibertat irrenunciable humana només pot desenvolupar-se dins d'un estat organitzat i sota el sometiment a les lleis. Aquesta visió sobre l'individu rebrà la crítica dels liberals.
La crítica liberal acusa a Rousseau d'incoherència en sotmetre l'individu -eix de la seva reflexió en els Discursos- a la voluntat col·lectiva d'un ens moral que es forma en el contracte; d'altra banda, la praxi del Contracte adquireix amb facilitat un biaix totalitari perquè el sobirà té la facultat de poder «obligar a ser lliures». A més, Rousseau no considera i, fins i tot, rebutja qualsevol mena de sistema representatiu, de partits polítics, de tot cos intermedi entre l'individu i l'estat, i, d'altra banda, en la seva defensa d'una religió civil en les darreres pàgines del Contracte, apareix, al costat d'una clara defensa de la tolerància religiosa, un cert biaix d'intolerància civil. Tot plegat fa comprensible el temor liberal que l'harmonia entre els interessos individuals i els col·lectius tingui alguna cosa a veure amb la perfecció i el final dels conflictes que s'assoleix amb la mort i l'ús de la força.

## Obra
- Projet concernant de nouveaux signes pour la musique (1742)
- Dissertation sur la musique moderne (1743)
- Discours sur les sciences et les arts (1750)
- Les contribucions a l'Encyclopédie
- Le Devin du village (1752), òpera
- Narcisse ou l'amant de lui-même (1752)
- Discours sur l'origine et les fondements de l'inégalité parmi les hommes (1755)
- Lettre sur la providence (1756)
- Lettres morales (1757-1758)
- Julie ou la Nouvelle Héloïse (1761)
- Du contrat social (1762)
- Émile (1762)
- Lettres sur la législation de la Corse (1764)
- Pygmalion (1771)
- Essai sur l'origine des langues (publicat pòstumament 1781)
- Les Confessions (1765-1770)
- Les Rêveries du promeneur solitaire (pòstuma)
- Correspondance complète de Jean-Jacques Rousseau (1769-1770)

## Traduccions al català
- Els somiejos del passejant solitari. Traducció: Glòria Farrés Famadas.  Martorell: Adesiara Editorial, 2025, p. 184. ISBN 978-84-19908-25-4.

### Obres genèriques
- (en francès) Édouard Rod, L'Affaire J.-J. Rousseau, Paris, Perrin, 1906.
- (en francès) Masson, Pierre-Maurice. La Religion de Jean-Jacques Rousseau.  París: Hachette, 1916.
- (en francès) Jean Starobinski, Jean-Jacques Rousseau: la transparence et l'obstacle, Paris, Gallimard, 1976, ISBN 978-2-07-029473-2.
- (en francès) Bernard Groethuysen, Jean-Jacques Rousseau, Paris, Gallimard, rééd. 2003, ISBN 978-2-07-035483-2.
- (en francès) Monique Cottret & Bernard Cottret, Jean-Jacques Rousseau en son temps, Paris, Perrin, 2005, ISBN 978-2-262-02128-3.
- (en francès) Rémy Hebding, Jean-Jacques Rousseau: les Lumières grâce à Dieu, Punctum, coll. «Vies choisies», Paris, 2005, ISBN 978-2-35116-001-5.
- (en francès) Nanine Charbonnel, Philosophie de Rousseau, Lons-le-Saunier, Aréopage, 2006, 3 vol. ISBN 978-2-908340-58-7.
- (en francès) Claire Salomon-Bayet. Jean-Jacques Rousseau ou l'impossible unité. Paris: Seghers, col. «Philosophies de tous les temps», 183 pages, 1968 & 1971.
- (en francès) Gaëtan Demulier, Apprendre à philosopher avec Rousseau, Paris, Ellipses, 2009.

#### Obres especialitzades
- (en francès) Raymond Trousson et Frédéric S. Eigeldinger (ed.), Dictionnaire de Jean-Jacques Rousseau, éditions Honoré Champion, 2006.
- (en francès) Frédéric S. Eigeldinger, Études et documents sur les minora de Jean-Jacques Rousseau, éditions Honoré Champion, 2009.
- (en francès) Tanguy L'Aminot (dir), Politique et révolution chez Jean-Jacques Rousseau, Oxford, Voltaire Foundation, Studies on Voltaire and the Eighteenth Century, 324, 1995.
- (en francès) Michel Coz, Jean-Jacques Rousseau, Paris, Vuibert studio, 1997, ISBN 978-2-7117-6218-7.
- (en francès) Michel Coz et François Jacob, Rêveries sans fin: Autour des «Rêveries du promeneur solitaire», Orléans, Paradigme, 1997, ISBN 978-2-86878-187-1.
- (en francès) Robert Derathé, Jean-Jacques Rousseau et la science politique de son temps, Paris, Vrin, 2000, ISBN 978-2-7116-0178-3.
- (en francès) Victor Goldschmidt, Anthropologie et politique, Paris, Vrin, 2000, ISBN 978-2-7116-0311-4.
- (en francès) André Charrak, Raison et perception: fonder l'harmonie au siècle XVIII, Paris, Vrin, 2002, ISBN 978-2-7116-1498-1.
- (en francès) Bruno Bernardi, La Fabrique des concepts. Recherches sur l'invention conceptuelle chez Rousseau. Paris, Champion, 2006
- (en francès) Blaise Bachofen, La Condition de la liberté. Rousseau, critique des raisons politiques. Paris, Payot, 2002. ISBN 978-2-228-89665-8
- (en francès) Florent Guénard, Rousseau et le travail de la convenance. Paris, Champion, 2005
- (en francès) Francis Farrugia, Archéologie du pacte social, L'Harmattan, 1994.
- (en francès) Charles Coutel, Lumières de l'Europe: Voltaire, Condorcet, Diderot, Paris, Ellipses, 1997.
- (en francès) Béatrice Didier, La musique des Lumières: Diderot, l'Encyclopédie, Rousseau, Paris, PUF, 1985.
- (en francès) Jean-Luc Guichet, Rousseau, l'animal et l'homme: l'animalité dans l'horizon anthropologique des Lumières, Paris, Éditions du Cerf, 2006.
- (en francès) Frédéric Worms, Rousseau, Emile ou de l'éducation, Livre IV, Ellipses, 2001, ISBN 978-2-7298-0634-7.
- (en francès) Roger D. Masters, La philosophie politique de Rousseau, traduït de l'américain par G. Colonna d'Istria & J.-P.Guillot, Lyon, ENS Éditions, 2002, ISBN 978-2-84788-000-7.
- (en francès) Arthur Metzler, Rousseau. La bonté naturelle de l'homme. Belin, 1998.
- (en francès) Catherine Kintzler, Poétique de l'opéra français de Corneille à Rousseau, Paris, Minerve, 2006, ISBN 978-2-86931-111-4.
- (en francès) Colette Soler, L'aventure littéraire, ou la psychose inspirée, Rousseau, Joyce, Pessoa, éd. du Champ Lacanien, 2001.
- (en francès) Germán A. de la Reza, La invención de la paz. De la República cristiana del duque de Sully a la Sociedad de naciones de Simón Bolívar, Siglo XXI Editores, México, 2009, ISBN 978-607-03-0054-7.
- (en francès) Pierre Villey, L'influence de Montaigne sur les idées pédagogiques de Locke et de Rousseau, 270 p., Hachette, Paris, 1911.